# Спицър (космически телескоп)
Космическият телескоп Спицър (на английски: Spitzer Space telescope, в миналото Space Infrared Telescope Facility, SIRTF) е инфрачервена космическа обсерватория, изведена в орбита през 2003 г. Той е четвъртата и последна от големите обсерватории на NASA.
Планираният период на мисията е 2.5 години. Преди изстрелването на мисията се е очаквало тя да може да се удължи до пет или малко повече години до изчерпването на запаса с течен хелий на борда. Това стана на 15 май 2009 г. Двата модула за най-къси дължини на вълни на камерата IRAC все още работят в „топъл“ (ок. 30 K) режим, тъй че наблюденията, в топлия режим, ще продължат при намалена чувствителност само в този спектрален интервал.
Съгласно традицията на NASA, телескопът е наименуван след успешна демонстрация на неговата работа на 18 декември 2003 г. За разлика от повечето телескопи, които са наименувани в чест на известни починали астрономи от група учени, името за SIRTF е дадено след конкурс, открит за широката общественост. В резултат на него телескопът е кръстен на името на Лаймън Спицър, един от великите учени на 20 век, който е един от първите учени, предложили телескопи да се изведат извън земната атмосфера (първият е Херман Оберт в Wege zur Raumschiffahrt, 1929, а също и в Die Rakete zu den Planetenräumen, 1923). Спицър е известен и с пионерските си приноси в ракетостроенето.
Космическият телескоп Спицър, на стойност $800 млн., е изстрелян от авиобаза Кейп Канаверал на 25 август 2003 г. в 13:35:39 ч. местно време с ракета Delta II 7920H ELV. Той следва хелиоцентрична вместо геоцентрична, отдалечавайки се от орбитата на Земята с приблизително 0.1 астрономическа единица годишно. Основното огледало е 85 см в диаметър, а относителния отвор − f/12. Направено е от берилий и охладено до 5.5. K. На борда на спътника има три инструмента, с които се получават изображения и се извършват фотометрични наблюдения на дължина на вълната от 3 до 180 микрона, спектроскопия от 5 до 40 микрона и спектрофотометрия от 5 до 100 микрона.